# Sargus schaeuffelei
Sargus schaeuffelei är en tvåvingeart som beskrevs av Lindner 1972. Sargus schaeuffelei ingår i släktet Sargus och familjen vapenflugor.
Artens utbredningsområde är Etiopien. Inga underarter finns listade i Catalogue of Life.